# Mull
För andra betydelser, se Mull (olika betydelser).

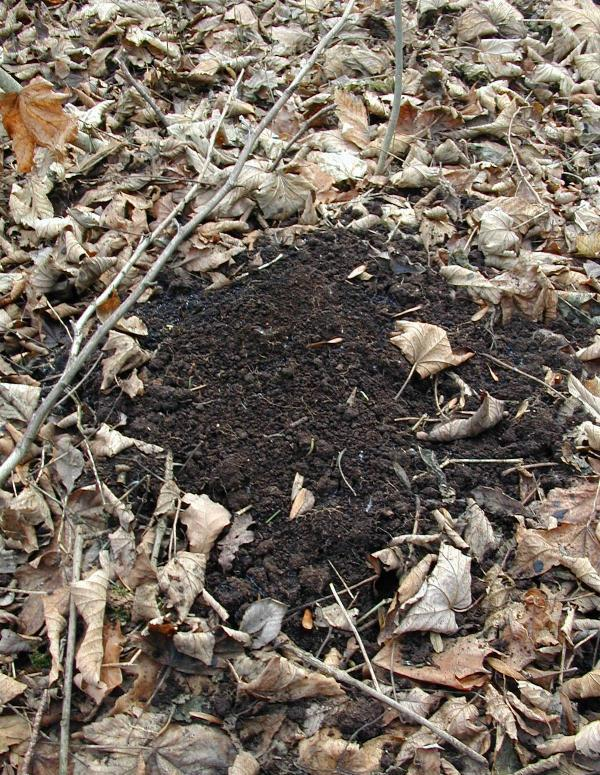
Fin mull omgiven av löv.

Mull är en form av humus (de andra formerna är mår, torv och dy). Mull skiljer sig från mår genom ett högre pH-värde och en högre basmättnadsgrad, där daggmaskar och andra grävande djur frodas. Dessa djur åstadkommer då ordentlig omblandning av jorden.
Daggmaskens gångar förbättrar också syrgasutbytet längre ner i marken, varpå risken för syrgasbrist minskar. Slutresultatet blir en mycket näringsrik jord som inte är så tydligt avgränsad nedåt som mårjorden. Mullbildning är en förutsättning för brunjord.
Både mull och mår bildas vid aerob nerbrytning av döda växt- och djurvävnader, såsom höstlöv, torrt gräs och ståndare efter örter. Detta material kallas förna, innan det blivit (helt) omvandlat till mull. Levande frön motstår dock att brytas ner och finns framgent i mullen eller måren under många år (den så kallade fröbanken).
Begreppet mullhalt syftar på hur stor andel av jorden som är av organisk substans. Mullhaltiga jordar har 2–6 procent organisk substans, mullrika mer än 6 procent och mullfattiga mindre än 2 procent. Själva mulljorden innehåller över 40 procent organisk substans.